# 토니 아멘돌라
토니 아멘돌라(Tony Amendola, 1951년 8월 24일 ~ )는 미국의 배우이다.

## 출연 작품

### 텔레비전
- L.A. 로 (1988)
- 형사 콜롬보 (1989)
- 사인펠드 (1993)
- 시카고 메디컬 (1996)
- 더 프랙티스 (1997-2003)
- 스타게이트 SG-1 (1997-2007)
- 크루세이드 (1999)
- 저징 에이미 (1999)
- 스타 트렉: 보이저 (2000)
- 엑스파일 (2000)
- 엔젤 (2000)
- CSI: 과학수사대 (2001-06)
- 참드 (2002)
- 앨리어스 (2002)
- 웨스트 윙 (2002)
- 제너럴 호스피털 (2006)
- 덱스터 (2007)
- 터미네이터: 사라 코너 연대기 (2008)
- 넘버스 (2008)
- CSI: 뉴욕 (2009)
- 돌하우스 (2009)
- NCIS: 로스앤젤레스 (2011)
- 원스 어폰 어 타임 (2011-18)
- 컨티넘 (2012-15)
- 멘탈리스트 (2014)
- CSI: 사이버 (2015)
- 스캔들 (2017)
- 더크 젠틀리의 성스러운 탐정 사무소 (2017)
- 캐슬바니아 (2017) - 목소리
- 라푼젤 시리즈 (2018) - 목소리
- 아이칼리 (2022)
- 블랙 버드 (2022)
- 로앤오더: 조직범죄 전담반 (2023)

### 영화
- 쓰리 오브 하트 (1993)
- 론 스타 (1996)
- 마스크 오브 조로 (1998)
- 크레이들 윌 락 (1999)
- 블로우 (2001)
- 쉐이드 (2003)
- 레전드 오브 조로 (2005)
- 애나벨 (2013)
- 요로나의 저주 (2019)
- 신부가 된 복서 (2022)
- REBEL MOON: 파트 1 불의 아이 (2023)